# T-84
Der T-84 ist ein Kampfpanzer, eine ukrainische Weiterentwicklung des sowjetischen T-80. Der erste Prototyp wurde 1994 gefertigt. 1999 wurde das Fahrzeug bei den ukrainischen Streitkräften eingeführt. Der T-84 basiert auf dem T-80UD, der Dieselmotor-Version des T-80.

## Entwicklungsgeschichte
Der T-84 ist die ukrainische Entwicklung der Reihen T-64 und T-80, entworfen durch ChKMB in Charkiw (während der russische T-90 eine weiterentwickelte Version des T-72BM mit den Eigenschaften eines T-80 ist). Eine Hauptentwurfsrichtlinie war, die ukrainische Rüstungsindustrie unabhängiger von Russland zu machen. Eine besondere Eigenschaft des T-84 ist das hervorragende Leistung-Gewichts-Verhältnis.
Der T-84 wurde für Einsätze in heißem Klima mit einer Klimaanlage ausgerüstet; der Betriebstemperaturbereich wird mit −40 °C bis 55 °C angegeben.

## Modelle
- T-84 (Objekt 478DU2): Ukrainische Modifikation des T-80UD. Neuer geschweißter Turm, Schtora-1-Abwehrkomplex, 6TD-2-Dieselmotor mit 1.200 PS (883 kW), Hilfsaggregat.
- T-84U (Objekt 478BE): Ukrainische Kampfwertsteigerung des T-84. Neue gepanzerte Seitenschürzen, Kontakt-5-Reaktivpanzerung am Turm, Hilfsaggregat, Wärmebildgerät, Satellitennavigation, Laserentfernungsmesser für den Kommandanten und andere Verbesserungen.
- T-84 Oplot (Objekt 478DU9): T-84U mit geschweißtem Turm mit neuer Laminat-Verbundpanzerung und neuer 125-mm-KBA1-Kanone. Der Oplot verfügt über separate Mannschafts- und Munitionsluken mit Ausblasverkleidungen für die Munitionsfächer und einen neuen Ladeautomaten. 2014 befanden sich zehn Stück im Bestand der ukrainischen Armee.[1]
- T-84-120 Yatagan: Prototyp des Oplot zur Erprobung durch die türkische Armee (Prototypkennzeichnung KERN2-120). Viele technische Lösungen wurden vom T-72-120 übernommen.[2] Er besitzt eine 120-mm/L50-KBM2-Glattrohrkanone, die 120-mm-NATO-Munition und eine spezielle 120-mm-Version der Panzerabwehr-Lenkrakete 9M119 abfeuern kann.[3] Die Kanone entspricht der GIAT F1 des Leclerc. Wegen der Umstellung auf patronierte NATO-Munition wurde ein neuer Ladeautomat mit Bandmagazin konstruiert, der im verlängerten Turmheck Platz fand und 22 Granaten aufnehmen kann.[4] Weitere 18 Granatpatronen sind im Kampfraum untergebracht. Weitere Merkmale sind eine neue Klimaanlage, ein automatisches Getriebe, Lenkung mit Lenkschwert anstelle von Lenkhebeln, ein Mündungsgeschwindigkeits-Messgerät sowie andere Feuerleit- und Kommunikationssysteme. Der Panzer nahm 2000 an Vergleichstests teil, die Türkei entschied sich jedoch gegen die Beschaffung und kaufte stattdessen 354 gebrauchte Leopard 2 A4 aus Deutschland.[2]
- BM Oplot (T-84 Oplot-M): Vorgestellt 2008. Neukonstruierter Turm mit Nosch-2-Reaktivpanzerung, kann mit dem abstandsaktiven Schutzsystem Zaslon ausgerüstet werden.
- BTMP-84: auf dem T-84 Oplot basierender Schützenpanzerprototyp: verlängerte Wanne, zusätzliches Laufrollenpaar, um Platz für den im Heck befindlichen Kampfraum für fünf Infanteristen zu gewinnen.[5]

## Nutzer
- Thailand – Im März 2011 bestellte Thailand 49 T-84 Oplot. Im November 2017 waren 31 davon ausgeliefert.[6] Die Option über weitere 151 Panzer wurde im Januar 2017 durch Thailand gekündigt.[7]
- Ukraine – Anfang 2014 hatte die Ukraine zehn T-84 Oplot im Bestand.[1][7][8]

### Interessenten
- Pakistan[9][7][8]